# Codrongianos
Codrongianos (sardisk: Codronzànu, Codronzànos) er en by og en kommune (comune) i provinsen Sassari i regionen Sardinien i Italien. Byen ligger i 317 meters højde og har 1.309 indbyggere (2016). Kommunen har et areal på 30,39 km² og grænser til kommunerne Cargeghe, Florinas, Osilo, Ploaghe og Siligo.